# Японская керамика
Японская керамика — одна из старейших в мире, наиболее ранние образцы датированы началом периода Дзёмон (15 000 — 11 800 годами до н. э.). Другая особенность японской керамики — необычайная развитость, вызванная широким распространением чайной церемонии. Значительная часть керамических изделий Японии характеризуется нестандартным и «естественным» внешним видом, в том числе намеренно оставленными «дефектами» поверхности, потёками, трещинами и пузырями глазури, следами пальцев и так далее, выражая традиционные эстетические представления японцев — стремления к беззастенчивости, элегантности, скромной простоте.
Около десяти тысяч лет японское производство керамических изделий развивалось изолированно, в начале нашей эры на него стали оказывать влияние контакты с другими азиатскими странами. В конце XVI века активный период заимствования кончился, но при этом японские мастера-керамисты продолжали непрерывно совершенствовать свои технологии. После модернизации страны и её открытия для Западных стран производство керамики получило новый стимул для своего развития.
Первые образцы керамики — глубокие миски — обжигались в открытых ямах при низких температурах. В V веке нашей эры из Кореи была привезена печь для обжига, которая позволяла достигать значительно более высоких температур. Период ранней керамики продолжался до конца периода Хэйан (1185).
Вплоть до XV века глазурованная керамика уступала в популярности неглазурованной, однако совершенствование технологий привело к вытеснению неглазурованных предметов на периферию гончарного мастерства, за исключением чайных принадлежностей. Развитие гончарного дела тесно связано с возросшей популярностью чайной церемонии и объединением страны в начале XVII века, а также влиянием китайских и особенно корейских традиций. В Японию не только экспортировались изделия из этих двух стран, но и эмигрировали корейские мастера. Среди гончарных центров большую популярность снискали печи Сето и Мино, где производили изделия «сино» с толстой белой глазурью. Появившийся в XVII веке японский фарфор на полвека превратился в один из главных японских товаров.
Современная японская керамика остаётся весьма консервативной, в частности, благодаря реакционным настроениям, возникшим в ответ на модернизацию в период Мэйдзи. Успешно действует несколько инициатив, направленных на возрождение древних стилей с использованием соответствующих технологий.

## Материалы и технологии

### Глина
Для керамики использовались несколько разновидностей глины. Древнейшие изделия создавали из природной глины, зачастую содержавшей примеси. Вплоть до 300-х годов нашей эры предпочтение отдавали пластичным аллювиальным глинам и глинистым сланцам, содержащим много железа, позже началось использование совершенно разных глин. В периоды Нара и Хэйан ценились белые глины с мелким зерном. Региональные особенности материала накладывали отпечаток на местные стили керамики, к примеру, в известных центрах этого искусства Карацу и Мино глины песчанистые, крупнозернистые, а в городах Токонамэ и Бидзен — красные, легкоплавкие и мелкозернистые. Материалы с подобными особенностями привлекали мастеров чайной церемонии, искавших свой характерный стиль.
Подготовка глины даже в период Хэйан оставалась незатейливой: лопатами и кирками глину добывали в местах обнаружения, затем дробили молотками, просеивали простыми корзинами и ситами, затем фильтровали, отстаивали в ёмкостях с водой и промешивали.
Японский фарфор начали производить в XVII веке, после обнаружения на Кюсю нескольких месторождений китайского камня. Первыми фарфор начали производить корейские гончары, работавшие в Японии и знакомые с технологиями производства фарфоровых изделий. Популярная легенда приписывает это открытие гончару корейского происхождения по имени Канагаэ Самбэй (Ли Сампхён), однако историки считают эту историю вымыслом (историчность самого́ Сампхёна не оспаривается).
- Чайная чашка из Мино[англ.]
- Бутылка для саке, стиль карацу[англ.]
- Бутылочка для саке из Бидзен[англ.]

### Формовка
Техники формовки периода Дзёмон были простыми, часто встречалась навивка глиняного шнура и блочная конструкция из прямоугольных фрагментов, с начала периода Яёй для формовки керамики стали ограниченно применять похлопывание-битьё киянкой, а в середине периода доведение готового изделия начали осуществлять на простом гончарном круге.
В IV веке появилась керамика хадзи, вдобавок к более ранним техникам добавились формирование плит и отливка из позитивной формы. Полноценное использование круга в Японии началось в V веке в ритуальной керамике суэ, заимствованной из корейского государства Силла. Помимо круга применяли также навивку. В VIII—X веках из Китая была позаимствована технология обжига со свинцовым плавнем, а в XIV веке — большой ручной гончарный круг, который на западе страны сменился на быстрый ножной круг, завезённый из Кореи. Следующим новшеством в гончарной традиции Японии стали литьё в гипсовые формы и литая керамика, которым японских мастеров научили европейские советники, в частности, Готтфрид Вагенер.
Высшей разновидностью японской формовки всегда была ручная; изделия, выполненные на гончарном круге, ценились меньше.

### Украшение
Керамику периода Дзёмон редко расписывали, обычно украшения были лепные, либо на поверхность сырого изделия наносили насечки и верёвочные орнаменты (давшие название всему историческому периоду). Также встречались оттиски раковин моллюсков. В конце периода зафиксировано несколько изолированных попыток создания лакированной керамики. Керамика Яёй и суэ редко украшалась лепниной, её обычно надрезали, а первую чаще шлифовали перед обжигом.
На крупные керамические изделия наносили иероглифы, имевшие не только декоративную, но и защитную функцию. Начиная с 1600-х годов гончары стали подписывать свои работы.
Первые глазурованные керамические изделия — трёхцветная керамика  (яп. 緑釉陶器 рёкую:то:ки), популярная в период Нара, и глазурованная зелёным керамика, пик распространения которой пришёлся на период Хэйан, она очень редка из-за своей хрупкости. Пепельную глазурь начали использовать в IX веке, ангоб — в XVI, причём в керамике мино эта техника использовалась особенно часто. В XVII веке была изобретена прозрачная глазурь, позволившая наносить под неё железный и кобальтовый рисунок.
- Чашка, на которой процарапана вака; 1860-е
- Пепельная глазурь на чайной чашке, XVIII век
- Фарфоровая коробочка для благовоний, XIX век

### Глазурь и надглазурная роспись
При глазуровании, особенно цветном, гончары не стремились получать идеально ровную поверхность; зачастую на стенках изделий намеренно создавали потёки, вспенивания или трещины, достигая этих эффектов за счёт применения густых глазурей. Целью гончара в этом случае было придание поверхности такого же вида, как у натурального камня.
Для центральной Японии характерны были пепельно-глинистые глазури, в западной части страны более популярны были глазури с полевыми шпатами. Первые попытки использования пепельной глазури относятся к VIII веку, в процветавшем тогда центре керамики Санагэ (ныне город Тоёта). Смешивание пепла с глиной началось в XIV веке, тогда же впервые стали обжигать богатые железом глины, изобретя таким образом железную глазурь. В XVIII веке пепельные глазури уступили место известняковым.
Одновременно с пепельной глазурью была изобретена свинцовая, в которую добавляли различные металлы для изменения цвета — железо для коричневого, медь для зелёного. Рецепт простой свинцовой глазури был обнаружен в сокровищнице храма Тодай-дзи. После пяти веков неиспользования свинцовые глазури возродились в произведениях киотоской семьи гончаров Раку, члены которой изобрели несколько новых её разновидностей.
Фриттование было заимствовано японцами из Китая в середине XVII века, одним из первых примеров применения надглазурной росписи являются фарфоры Ариты, вскоре после этого данную технологию начал развивать в Киото Нономура Нинсэй.
- Курильница с железным и кобальтовым рисунком под прозрачной глазурью; XIX век

### Печи
Вплоть до V века н. э. изделия для обжига складывали в ямы и поджигали сверху; в период Яёй появились технологии для поддержания ровного пламени без копоти, однако эта технология всё равно не позволяла температуре подниматься выше 800 градусов Цельсия. В середине V века были изобретены туннельные печи (яп. 窖窯 анагама), в которых температура могла доходить до 1200°, в VIII из Китая были завезены небольшие вертикальные печи, которые через столетие были модифицированы и отныне максимальные температуры находились в районе 1240°. Печи «анагама» имели длину около 6 метров, ширину 1,5 метра, высоту 1,2 метра. В конце XVI века на Кюсю появилась ползучая печь (яп. 登り窯 ноборигама), которой пользовались вплоть до середины XX века. Постоянной проблемой гончаров была дороговизна дерева, но когда период Мэйдзи с Запада в Японию привезли печи, в которых вместо дерева сжигали горючие ископаемые, местные мастера отказались от их использования, продолжив использовать старые технологии.
Многие печи оставляли на изделиях отметины, которые изначально использовали при массовом обжиге для того, чтобы определить, какому мастеру принадлежит конкретное изделие.

## Керамика до 1185 года

### Период Дзёмон
Временны́е границы периода Дзёмон условны, он охватывает время с 10 000 по 300-е годы до н. э. В первой половине XX века считалось, что старейшие керамические изделия Японии были выполнены в VIII—V тысячелетиях до нашей эры, однако с 1960-х годах на Кюсю было обнаружено множество образцов, датируемых радиоуглеродным методом между 15 000 и 11 800 годами до нашей эры. Основными занятиями древних протояпонцев были охота, рыболовство, ловля и собирание морепродуктов. Керамика периода Дзёмон получила своё название по орнаментам (яп. 文 мон), выдавленным в глине верёвками (яп. 縄 дзё:), впервые она была найдена в 1879 году археологом Эдвардом Морсом в раковинной куче в Омори близ Токио — верёвочными орнаментами украшали горшки, в которых готовили моллюсков. Дзёмонские семьи сами обеспечивали себя посудой, хотя в позднем Дзёмоне появляются известные гончары, изделия которых использовали и соседи.
Древнейшие дзёмонские предметы имеют прямые стенки и округлое дно, для орнамента в них используется одна верёвка; переход к двум и более переплетённым верёвкам, а также уплощение дна ознаменовали переход к «раннему Дзёмону». Эти предметы украшали также многократным приложением тростникового стебля или тонкого бамбукового прута, их следы напоминают ногти, отсюда название «цумэгатамон» (яп. 爪型文). Плетение и ткачество из растительных волокон были широко распространены в дзёмонской Японии. Из глины делали не только посуду, но и украшения: в захоронениях найдено множество ажурных керамических серёг, также известны глиняные скульптуры догу.
Развитие керамики шло параллельно с изменениями в обществе: японцы перешли на полуоседлое существование, в связи с чем им понадобились крупные сосуды, постоянные очаги, и осветительные приборы. Сосуды стали обильно украшать лепниной (особенно в начале среднего Дзёмона), в горах центральной Японии на сосудах этого периода можно увидеть головы змей и других животных. Позднее декорирование стало менее вычурным, рельеф получил криволинейные формы, а верёвочный орнамент стали пускать под наклоном. Основной материал этого периода — красные крупнозернистые глины.
Ухудшение климатических условий заставило людей разбрестись по местности, из-за чего сосуды уменьшились в размерах — основным форм-фактором позднего Дзёмона стали ваза и миска. Верёвочные орнаменты стали выполнять иначе: перед обжигом верёвки убирали, а канавки от них затирали в местах пересечения, поэтому данный стиль называется «стёртый дзёмон» (яп. 磨消縄文 сурикэси дзё:мон).
Японцы расселялись на юг и запад, принося с собой верёвочные орнаменты, последними их восприняли на Кюсю. Позднейший Дзёмон начался после появления постоянных источников пропитания, что позволило населению осесть окончательно. Керамические артефакты позднейшего Дзёмона разнообразны: это и миски, и кружки, тарелки, вазы, курильницы, бутылки и так далее. В целом они скорее небольшого размера, однако изготовлены очень тщательно, стенки зачастую имеют сверхмалую толщину, поверхность либо отшлифована, либо (иногда) покрыта лаком.
- Богато украшенный дзёмонский сосуд
- Ручка в форме головы животного, средний Дзёмон
- Стёртый дзёмон

### Период Яёй
Керамика периода Яёй разделяется на раннюю (300—100 года до н. э.), среднюю (100 год до н. э. — 100 год н. э.) и позднюю (100—300 года). Первые изделия Яёя обнаружены в местечке Итадзукэ, расположенном на территории современной Фукуоки. Переход от позднейшего Дзёмона к раннему Яёю определяют по упрощению дизайна изделий, появлению новых форм (в особенности бутылок сферической формы с длинным горлышком и широким раструбом). Позднее были изобретены сосуды для переливания жидкостей, расширилось использование сосудов на ножке (яп. 台付き дайцуки). Некоторые формы яёйской керамики демонстрируют явное корейское влияние. Стенки у керамики Яёя более тонкие, чем дзёмонских изделий.
От песчанистых глин коричневого цвета (после обжига) гончары перешли к желтоватым, красноватым и оранжевым, при этом методики обжига оставались аналогичными дзёмонским. Поверхность сосудов лощили, украшали надрезами и царапинами, которые выполняли как отдельными палочками, так и кистями и гребнеобразными инструментами; некоторые предметы окунали в киноварь или оксид железа перед обжигом, а затем полировали. Большинство сосудов этого периода только отшлифовано, но не украшено. В Карако (префектура Нара) были распространены рисунки в виде групп листьев, в Кансае был изобретён волнообразный орнамент. В Наре, Тоттори, Хёго и Фукуоке встречаются орнаменты, изображающие танцующих людей, оленей, птиц, кабанов и здания складов. Изредка в этот период изготовляли крышки с головами животных. В конце Яёя на севере Японии усложнились верёвочные орнаменты.
Средний Яёй характеризуется взрывным ростом спроса на погребальные сосуды (яп. 甕棺 камэкан), как индивидуальные, так и парные. Множество кувшинных погребений было произведено в местечке Сугу в Фукуоке.
- Дайцуки (горшок на ножке), ранний Яёй
- Ваза с крышкой, поздний Яёй

### Период Кофун
Основные виды керамики в период Кофун (300—710) — хадзи, суэ изделия охотской культуры и культуры сацумон, а также керамические скульптуры ханива. Все эти стили существовали параллельно, периодически вытесняя друг друга.

#### Ханива
Поздние скульптуры ханива изображали людей различных профессий, животных, а также самые разные предметы — посуду, лодки, дома, и так далее. Ранние же экземпляры представляли собой полые цилиндры высотой около метра, в стенках у многих из них проделаны отверстия (возможно для освещения помещения).

#### Хадзи, сацумонская и охотская керамика
Низкотемпературная керамика окислительного обжига хадзи (яп. 土師) происходит непосредственно от яёйской. Изначально она использовалась как в повседневных делах, так и в ритуальных целях, но с V века (после появления печи для обжига) в захоронениях её значительно потеснила керамика суэ, которой, однако, недоставало для удовлетворения спроса. Горшки для приготовления пищи и хранения, блюда и тумбы — самые часто встречающиеся изделия этого стиля, днища у них обычно скругляли, а у бочонков-рисоварок (яп. 甑 косики) в днищах проделывали отверстия, через которые входил пар. Известны горшки без дна, которые можно было использовать вместо печных труб.
Обжиг предметов данного типа обычно производили в жилых помещениях, поздние образцы иногда обжигали также в печах типа анагама, в том числе вместе с изделиями суэ (для поддержания достаточно низкой температуры ту часть печи, где обжигали хадзи, частично открывали). Изделия хадзи почти никогда не бывали украшены.
На Хоккайдо вместо хадзи производили изделия сацумонской и охотской культуры. Первая традиция просуществовала до XIII века, вторая — с V до XI (и предположительно была вытеснена первой). Сацумонские горшки похожи на изделия хадзи, однако их обрабатывали щётками, из-за чего на их поверхности оставались перекрещивающиеся следы. Керамика охотской культуры была распространена на северном побережье Хоккайдо и островах Охотского моря, эти сосуды обычно имели простую форму, сужающуюся возле горлышка, а затем снова расширяющуюся. На многих сосудах имеется узор-«лапша» (яп. 素麺文 со:мэн дзи): две или три тонкие полоски глины, охватывающие верхнюю часть изделия.

#### Суэ
Высокотемпературная керамика восстановительного обжига суэ, привезённая в Японию с юга Кореи, просуществовала с V по XIV век. Вплоть до VIII века она использовалась в основном в погребениях, затем пять столетий в ней подавали кушанья к столам высокопоставленных японцев, последние же два века её можно было увидеть на буддийских алтарях и в обиходе. Термин «керамика суэ» (яп. 須恵器 суэ ки) был введён в обиход археологом Сюити Гото, который в свою очередь взял его из Манъёсю.
Суэ происходит от керамики корейского государства Кая, располагавшегося на юго-востоке Корейского полуострова. Изделия из Кореи встречаются как на Кюсю, так и в захоронениях на территории современной префектуры Осака. Близ деревни Суэмура был обнаружен огромный гончарный центр с тысячей печей типа анагама, именуемый «печи Суэмуры»; его задачей было производство погребальной посуды для императорского двора. В начале VI века вокруг Внутреннего Японского моря и на тихоокеанском и японском берегах страны появилось множество центров гончарного производства, которые должны были снабжать умерших погребальными товарами: по распространённым тогда верованиям, эти предметы пригодятся им в загробном мире. Единственный непогребальный вид суэ, производимый на протяжении почти всего периода Кофун — это крупные котлы, в которых хранили продукты и варили саке, хотя в VII веке изделия суэ начали использовать и в быту в знатных семьях.
Характерная особенность сосудов стиля суэ, выполненных в данный период — наличие длинных ножек, сделанных из глиняного цилиндра и прилаженных к сосуду на гончарном круге. Подобные предметы именуются «такацуки» (яп. 高坏, букв. «высокие рюмки»), они иногда имели крышки. Другие распространённые формы — наборы мисок с крышками и вазоподобные сосуды для церемониальных жидкостей. Украшения изделий этого стиля включали волнистые линии, насечки и проколы; в пьедесталах прорезали отверстия. Известны разновидности суэ, на которых вылепляли антропоморфные и зооморфные фигуры. Ручки у керамики суэ встречаются редко.

### Периоды Нара и Хэйан

#### Керамика суэ
Спрос на керамику суэ для погребальных нужд постепенно угасал по мере спада популярности захоронений-кофунов, она заняла новую нишу — бытовой посуды для чиновников и благородных японцев. Эти изделия принимали в качестве налогов, на многих оставляли отметины, указывавшие на то, в какое управление они предназначаются. Значение печей в Суэмуре уменьшается, появляется новый крупный гончарный центр — Санагэ (современный Тоёта) с усовершенствованными печами. Многие из них были специализированными — там обжигали 1—2 типа изделий. Керамика суэ периодов Нара—Хэйан включала неглазурованные простые предметы различного назначения, как столовую посуду, так и буддийские сосуды для кремации, молитвенные чаши и чернильные камни для чиновников. В период Хэйан распространяется пепельная глазурь.
Неглазурованная керамика суэ стала предшественницей стилей яматяван (яп. 山茶碗, буквально «горный тяван»), бидзэн, ига и сигараки.

#### Глазурованная керамика
В период Нара появляется несколько новых видов низкотемпературной керамики, покрытых свинцовыми глазурями: одноцветная зелёная (яп. 緑釉陶器 рёкую: то:ки), двуцветная (яп. 二彩陶器 нисай то:ки) и трёхцветная (яп. 三彩陶器 сансай то:ки). Они отличались хрупкостью и производились в небольших количествах, из-за чего до наших дней дошло очень мало экземпляров, выполненных в этих техниках. Основная масса найденных керамических изделий этих видов была обнаружена во дворцах и государственных организациях, святилищах и других местах проведения религиозных ритуалов, захоронениях, а также близ печей для обжига.

##### Многоцветные глазури
Двуцветная и трёхцветная глазурь пришли в Японию из Китая, их отправляли к японскому двору танские императоры. Популярность разноцветной утвари привела к началу местного производства. Крупная партия зелёной и трёхцветной керамики (50—90 предметов), хранившаяся в сокровищнице храма Тодай-дзи, была сделана в Японии и использовалась в храмовых богослужениях. Все предметы из этой партии проходили обжиг дважды, до и после глазурования.

##### Зелёная глазурь
Зелёная глазурь — первая из использованных в массовом производстве, наиболее раннее захоронение с ней датируется концом VII века. Это захоронение находится в храме Кавара (Кавахара) близ Нары, кроме окрестностей этого города печи, обжигавшие изделия с зелёной глазурью, были найдены почти исключительно в окрестностях Киото и Нагои. Сама глазурь имеет неровный цвет от бледного жёлто-зелёного до глубокого зелёного, её наносили тонким слоем на оранжевую или красноватую мягкую глину, а затем обжигали. Источником данной технологии также является Корея.
В конце VIII века, после переноса столицы в Хэйан (Киото), популярность многоцветной керамики угасла, частично по причине изменения состава даров с китайской стороны. Зелёная керамика продолжила развитие, на новом месте производили тёмно-зелёные глиняные предметы, которые обжигали дважды: тёмно-серая основа требовала высоких температур для обжига, тогда как свинцовая глазурь, наоборот, нуждалась в более низких температурах. Красные низкотемпературные предметы некоторое время производили параллельно с серыми высокотемпературными. Лучшую зелёную керамику Японии X века делали в местечке Санагэ, причём ассортимент включал не только миски, кувшины и блюда, но и футляры для буддийских сутр, курильницы, плевательницы, четырёхножники, вазы для цветов, блюда на трёх ножках и так далее. Производство зелёной керамики в Санагэ остановилось к концу XI века, на севере Японии оно продолжалось до конца XII века.
- Сань-цай, период Нара
- Многоцветная ваза, VIII век
- Зелёная керамика Санагэ, X век

##### Пепельная глазурь
Производство изделий с пепельной глазурью (сираси) началось в Японии само по себе, без участия китайских или корейских мастеров, методом проб и ошибок. Первые известные изделия с пепельной глазурью, датируемые серединой V века, получались случайно, лишь в конце VIII столетия гончары из Санагэ начали попытки сымитировать китайские изделия с пепельной глазурью. Вместе с новыми технологиями появились и новые формы — пиалы для чая, четырёхногие сосуды, сосуды с двумя ручками, рукомойники и так далее. Лучшие пепельные глазури изготавливали в Санагэ в IX—X веках, однако после начала широкомасштабного импорта китайской керамики, покрывавшей нужды знати, пепельные глазури Санагэ пришли в упадок.
Новая технология потребовала новых сортов глины, которые могут выдержать температуру около 1240°, требуемую для образования пепельной глазури. В середине IX века была модифицирована печь для обжига: во входное отверстие начали вставлять заслонку, благодаря чему стало возможно лучше регулировать пламя и объём входящего в печь воздуха, а следовательно — поддерживать восстановительную атмосферу.

## Керамика в 1185—1868 годах
Основным типом керамики до XVI века в Японии была низкотемпературная неглазурованная: красная хадзи, серая или чёрная каваракэ, то есть, «черепичная», и собственно черепица (яп. 瓦 кавара), которой богатые японцы выкладывали крыши своих домов в XII—XVI веках.
Традиция производства изделий суэ прекратилась с наступлением периода Хэйан, однако методики изготовления, некоторые характерные формы и другие их особенности явно прослеживаются в появившихся после него стилях: сэто, токонамэ, сигараки, тамба, этидзэн и бидзэн, а также множестве других.

### XII—XV века
XII—XIII века стали периодом консолидации и стандартизации печей, техник и форм изделий. Керамика продолжала развиваться, причём различные стили влияли друг на друга: производство пепельных глазурей усовершенствовалось, а побочным продуктом новых технологий стали неглазурованные изделия двух видов — горшки широкого назначения и яматяваны.
В конце XV века печи туннельного типа «анагама» сменились на большие печи (яп. 大窯 о:гама), где можно было обжигать намного больше предметов единовременно.

#### Неглазурованная керамика
В периоды с Хэйан по начало Мэйдзи неглазурованная керамика использовалась всеми слоями населения, что позволяет получить много информации о повседневной жизни в Японии, изучая данный вид изделий. Сам вид грубой поверхности неглазурованных предметов повлиял на внешний вид утвари для чайной церемонии. К неглазурованной керамике также относят предметы с естественно образующейся во время обжига пепельной глазурью.
В XII веке в Японии увеличилось количество земель, пригодных для обработки, а также произошло ослабление сословного деления, оба этих фактора повлияли на перепрофилирование печей, выпускавших ритуальную посуду, на производство утилитарной керамики для земледельцев. Транспортная связность страны возросла, отдалённые регионы получили новые для них технологии.

##### Стили, преемственные к суэ
Стили, возникшие под влиянием керамики суэ, можно разделить на коричневые (более низкая температура обжига) и чёрные (более высокая). Единственный стиль коричневой керамики, непосредственно произошедший от суэ, — керамика бидзэн, причём изначально она была серого цвета, а коричневыми изделия данного типа стали лишь спустя столетие (в XIII веке), когда восстановительная атмосфера в печах сменилась на окисляющую. С другой стороны, стилей серой керамики, восходящих к суэ, множество, самые известные из которых — судзу (префектура Исикава) и камэяма (префектура Окаяма). Изделия стиля судзу разнообразны, тогда как остальные встречаются в основном на широкогорлых и узкогорлых кувшинах. Все эти виды серой керамики исчезли к середине XV века.

##### Стили, преемственные к сираси: Ацуми, Токонамэ и Этидзэн
В XII веке неглазурованные белые изделия, преемственные к керамике, глазурованной пепельными глазурями (сираси), производили на значительной площади, начиная с группы печей Санагэ на территории современной префектуры Айти, на юг эта зона простиралась до группы печей Окаяма (префектура Миэ), на север — до группы Сараяма (префектура Сидзуока). Многие из этих печей перепрофилировались с глазурованной керамики на неглазурованную в связи с невозможностью конкурировать с китайским импортом. В XIII—XIV веках эти печи закрылись либо из-за возросшей конкуренции со стороны печей в Сэто, Мино и Токонамэ, либо по причине неспособности адаптировать свою продукцию для изменившихся требований рынка.
Некоторые печи (в Ацуми, одноимённый полуостров; Токонамэ, полуостров Тита и провинции Этидзэн) продолжали работать даже после увеличения объёмов китайского импорта, они легко сменили профиль и смогли оставаться прибыльными даже после появления печей в Сэто и Мино.
Первыми среди вышеуказанных появились печи-анагама Ацуми (конец XI века), они поставляли керамику для буддийских храмов, в частности, Тодай-дзи, синтоистских святилищ и ко двору правителей. Среди их продукции были футляры для сутр, погребальные урны, пиалы, блюда, черепицу и керамические пагоды. На многих предметах для буддийских храмов вырезали орнаменты с растительными мотивами. Производство этого типа керамики в Ацуми сильно сократилось к середине XIII века, а в XV столетии почти полностью прекратилось.
Печи Токонамэ типа «анагама» с середины XII века производили широкогорлые и узкогорлые кувшины разного размера, яматяваны и бутылки. Продукцию этого региона в основном потребляли крестьянские хозяйства, она не использовалась в чайной церемонии. Несмотря на сокращение количества печей, особенно в XV—XVI веках, Токонамэ остаётся одним из центров японской керамики.
Глазурованная керамика впервые была выполнена мастерами из Этидзэн в начале XII века, однако в XIII столетии произошёл всплеск популярности неглазурованных предметов, в особенности крупных горшков, используемых в сельском хозяйстве, и ступок. При изготовлении этих предметов использовали навивку и доведение на ручном гончарном круге, иногда сопровождаемое декоративным или утилитарным похлопыванием, а также надрезными орнаментами и насечками, выполненными расчёсками. Продукцию Этидзэн распространяли по центральной и северной части Японии морем.

##### Сигараки, Ига и Тамба
Керамика из этих мест не происходит напрямую от стилей суэ или сираси. До XVI века керамика из Сигараки и Иги были похожи до неразличения, печи-анагама производили одинаковые ступки и кувшины с узким и широким горлом из железосодержащей глины, зачастую в ней также было множество фрагментов полевых шпатов. Основное украшение этого стиля — потёки пепельной глазури, возникающие естественным образом при обжиге, а также редко встречающиеся перекрещёные насечки.
Печи-анагама Тамбы производили мало ступок, основная масса изделий представляла собой кувшины. После обжига бело-серые глины Тамбы получали оранжево-красную поверхность с ярко-зелёными потёками пепельной глазури.
- Характерный вид керамики из Тамбы — оранжевая поверхность с зелёными потёками. XVII век
- Ваза из Токонамэ, пепельная глазурь. XII—XIV век
- Сигараки, XV век

#### Глазурованная керамика
В XII—XIII столетиях центром производства глазурованных изделий был регион Токай, причём когда в XIII веке поднялся центр в Сето-Мино, производивший высококачественную глазурованную керамику белёсого цвета под названием «косэто», в остальных наступил застой. Изделия-косэто представляли собой кувшины, фляги, и сосуды с четырьмя ручками, используемые в синтоистских и буддийских церемониях; в XIII веке в связи с лавинообразным распространением буддизма среди простого народа (особенно сект Дзёдо и Нитирэн) к ним добавились курильницы, алтарные сосуды и другие разновидности ритуальной керамики.
Техники косэто демонстрируют отчётливое китайское влияние. Японские гончары старались повторить китайские изделия-тэммоку самостоятельно, однако общая у них только форма; ни глазури, ни техники изготовления, ни даже украшения у них не совпадают, вследствие чего можно заключить, что японцами приходилось работать с описаниями и рисунками, а не с самими китайскими образцами.
С течением времени всё реже в гончарном деле применяли навивку глиняного шнура на основу, всё чаще изделия создавали на гончарном круге. В середине XV века гончарный круг полностью вытеснил навивку, а в результате его модификации производство утилитарной посуды стало намного проще. Также церемониальная посуда косэто постепенно уступала место утилитарной, к началу XV века первая составляла лишь небольшую часть от общего объёма производства. В этот период изделия косэто представляли собой кухонную утварь (блюда и песты), столовую посуду (миски, лохани и тарелки), постепенно увеличивалось количество чайной утвари, что отражало рост популярности чаепития.
О печах для обжига керамики этого типа известно мало ввиду небольшого количества сохранившихся печей. Известно, что мастера уже использовали печи со столбом-рассекателем огня, а впоследствии стали применять и огнеупорные капсюли.
Техники украшения поверхности изделий косэто включают штамповку, надрезание и нанесение штрихов гребёнками, почти все украшенные предметы — церемониальная посуда. До середины XIV среди глазурей преобладали железные, имевшие оттенки жёлто-зелёные цвета, либо цвет карамели, позднее эксперименты и попытки сымитировать тёмную глазурь тэммоку привели к созданию тёмно-коричневой и охристой разновидностей.
После пика в XIV—XV веках производство косэто пошло на спад, часть мастеров этого вида керамики ушла на север, положив там начало стилю мино.

### 1500—1868
Развитию японского гончарного дела помогли два обстоятельства: первое — объединение страны военными деятелями Одой Нобунагой, Тоётоми Хидэёси и Токугавой Иэясу, завершённое в 1615 году и сопровождавшееся переписью земель; второе — переселение в Японию из Кореи множества корейских гончаров в 1590-х годах, они основали множество школ и стилей японской керамики. В результате даймё получили более точные сведения о подотчётных территориях и существующем на них производстве — включая обжиг керамики. Военная элита стала закупать у гончаров своих владений грубо выполненные сосуды для проведения чайной церемонии. Для её проведения хозяева должны были лично выбирать чайные чаши и другую утварь, которые являются также и предметом обсуждения во время употребления чая.
В этот же период появился первый японский фарфор, его популярность вызвала появление подражаний: в Хирасимидзу (Ямагата) и Обори (Фукусима) гончары делали имитации фарфора, покрывая высокотемпературные изделия толстым слоем белой глазури.
Печи-анагама и огама, производившие неглазурованные изделия, были модифицированы, чтобы там можно было обжигать глазурованную керамику. Корейские мастера привезли в Японию новую модель многокамерной печи для обжига — «ползучую» печь «ноборигама». Такую печь строили на холме, а её камеры спускались по склону. Пользовавшиеся общинными печами индивидуальные гончары не подписывали свои работы, они наносили лишь знак своей семьи, чтобы готовые изделия было проще идентифицировать. Первые подписанные изделия принадлежат гончарам Киото: Нономуре Нинсэю, Огате Кэндзану и их последователям: Окуде Эйсэну, Аоки Мокубэю, Такахаси Дохати и Эйраку Ходзэну.
Ассортимент гончарной продукции диктовала аграрная экономика XVII—XIX веков: крупные бочкообразные сосуды для хранения воды, риса и солений  (яп.  камэ), горшки с крышками и без  (яп. 壺 цубо) для чая и подобных субстанций, кувшины (яп. 醤油注ぎ сё:юцуги) для соевого соуса, бутылки для саке (яп. 徳利 токкури), чайники меньшего объёма (яп. 銚子 тё:си), стопки (яп. 杯 сакадзуки), фляги с широким основанием (яп. 船徳利 фунадоккури) для применения на море, миски для еды круглой формы  (яп. 鉢 хати) и с «носиком» (яп. 片口 катакути), тяваны, блюда (яп. 皿 сара), горшки (яп. 鍋 набэ), чайники добин (яп. 土瓶) и кюсу (яп. 急須 кю:су), грелки ютампо (яп. 湯たんぽ), пароварки (яп. 蒸し器 мусики), песты и ступки (яп. すり鉢 сурибати), обогреватели хибати, масляные лампы, маслёнки с фитилём (яп. 灯明皿 то:синдзара). Более сложные изделия включали бутылки в форме тыквы-горлянки (яп. ひょうたん徳利 хё:тан доккури), сосуды для алтарных подношений (яп. 御神酒徳利 омикидоккури), курильницы (яп. 香炉 ко:ро) и коробочки для хранения благовоний (яп. 香合 ко:го:), небольшие сосуды для воды (яп. 水注 суйтю:), применяемые в каллиграфии, цветочные горшки (яп. 植木鉢 уэкибати) и вазы (яп. 花瓶 кабин).
- Современный горшок «набэ»
- Бутылка для саке в форме горлянки
- Курильница, 1880—1889

Гончарное дело в этот период обычно было семейным бизнесом для мужчин, причём многие гончары также занимались и возделыванием полей; гражданская война и призыв 1868 года привели к закрытию почти половины печей группы Айдзу—Хонго в префектуре Фукусима. В случае отсутствия наследника в семье старшая дочь выходила замуж за гончара, принимавшего её фамилию и становившегося главой семьи. В некоторых местах гончарное дело было не семейным, а общинным делом, и женщины также принимали участие в производстве, они месили глину, выполняли мелкие изделия вручную, готовили ингредиенты для глазурей и глазуровали небольшие предметы, тогда как мужчины копали глину и работали на гончарном круге; к этому типу принадлежала керамика онта.
Незатейливые формы «народной» керамики в XX веке привлекли внимание Мунэёси Янаги, известного также под псевдонимом Соэцу. Янаги основал движение мингэй, буквально «народное искусство», и керамика «простого народа» послужила образцом для изделий мингэй. Народные изделия украшали простыми глазурями, поверх которых наносили ещё один слой контрастной поливы, зачастую эту верхнюю глазурь набрызгивали сбоку. Популярны были молочно-белая глазурь «морской огурец» (яп. ナマコ釉 намакою:), имевшая синеватый или фиолетовый оттенок, чёрная глазурь, которую производили из глин, богатых железом, а также глазурь амэю (яп. 飴釉 амэю:) янтарного оттенка.
Крупнейшими центрами гончарного искусства Японии с XVII века являются Сето—Мино, Киото и Карацу—Арита, а основной точкой экспорта — Эдо, впоследствии переименованный в Токио.

#### Неглазурованная керамика
С конца XVI века неглазурованные изделия имели исключительно прикладное применение, но их продолжали изготовлять в больших количествах. Фокус внимания мастеров с этого же времени в основном занимала глазурованная керамика, но некоторые гончарные центры всё же занимались производством неглазурованных чашек для чая, известным примером выступает ига. Также в основном неглазурованную керамику производила школа бидзэн, а глазурованные изделия этой школы имбэдэ (яп. 伊部手) покрывали очень тонкой прозрачной глазурью.
Несмотря на увеличение возможной температуры обжига низкотемпературные изделия продолжали производить вплоть до реставрации Мэйдзи в 1868 году. Так обжигали горшки для очагов хибати, черепицу, глиняных кукол и некоторую дешёвую столовую утварь. Кукол производили не только в качестве игрушек, но и в религиозных целях, для установки на камидане. Важным предметом для датирования керамики периода Эдо являются солонки (яп. 塩焼壺 сиоякицубо), которые появились в середине XVII столетия и оставались в производстве около двух веков. Изделия каваракэ, в основном, хибати, курильницы и горшки для углей (используемые в чайной церемонии), были удостоены статуса «непревзойдённых» самим Тоётоми Хидэёси. Другой тип изделий, удостоенный внимания Тоётоми, — хибати мастера стиля кё Нисимуры Сосиро (яп. 西村宗四郎 нисимура со:сиро:).
- Кукла-манэки стиля фусими
- Ваза стиля ига, 1573—1615
- Кукла стиля имадо

В XVII—XIX веках самыми популярными неглазурованными высокотемпературными изделиями бытового назначения были огромные кувшины и горшки, в которых хранили сыпучие вещества и жидкости. Некоторые гончарные школы производили чайную посуду, имитировавшую ранние неглазурованные предметы, особенно известны киотоские имитации керамики сигараки мастера Нинъами Дохати. Вместе с распространением моды на сорт чая сэнтя в Японию через Нагасаки был завезён новый вид китайских неглазурованных чайных принадлежностей, цзыша. Вскоре несколько местных печей начали производить такую керамику.
Королевство Рюкю, нынешняя префектура Окинава, продолжало производить собственную неглазурованную керамику в условиях, когда остальные японские острова в основном перешли на обжиг глазурованных изделий по новым корейским технологиям. На острове Танегасима производство неглазурованных изделий продолжалось весь период Эдо. Также этот тип керамики производили некоторые печи карацу, слишком удалённые от источников глины, пригодной для производства фарфора, находящихся в Арите.
- Урна, цубоя-яки, XIX век
- Производство керамики цубоя

#### Глазурованная керамика
Керамика кисэто (яп. 黄瀬戸, «жёлтый сэто») продолжала оставаться самой сложной из местных изделий на протяжении XV века, однако после изобретения печи «огама» этот стиль постепенно был вытеснен другими на протяжении следующего столетия. Первые печи-огама производили керамику бытового назначения, небольшие блюда, чайные пиалы, песты и блюдца-маслёнки с минимальным декорированием и покрытые обычными для того времени пепельными, одноцветными и разноцветными железными глазурями, оттенки которых в новых печах выходили более яркими. Продолжалось производство имитаций китайских фарфоровых изделий и синей подглазурной росписи.
В западной части Японии в XVI веке усилиями корейских мастеров было основано несколько гончарных центров — Хаги, Агано, Такатори, Карацу, Сацума и другие, крупнейшим из них был Арита, конкурировавший с Сето-Мино. Как центр керамического искусства возвысился Киото. По всей Японии появилось множество мелких групп печей для обжига, работавших на удовлетворение спроса местного рынка. В XVII веке почти все они производили в основном глазурованную керамику, исключение составлял центр в Бидзен. В XVI—XVII веках увеличился также ассортимент производимых изделий. В XVIII веке местные глиняные изделия вытеснили традиционную деревянную, лаковую и железную посуду. Среди популярнейших центров того времени — Сигараки, Тамба и Бидзен.
В первой половине XVII века близ Ариты были обнаружены залежи глины, подходящей для производства фарфора, после этого значение соседнего Карацу снижается, многие гончары, занимавшиеся глазурованной керамикой, перешли на фарфор.

##### Сето и Мино
Гончары Сето и Мино прежде всего вдохновлялись китайскими образцами, однако среди их произведений были и собственные разработки. К примеру, в 1580—1600 годах печи Сето не работали, из-за этого производство было полностью перенесено в Мино и бурно там развивалось. Крупный прорыв в технологиях — стиль белоснежной толстой глазури с полевыми шпатами сино, первый из средневековых японских стилей, не копировавших китайские образцы.
С 1580-х годов сильно возрос спрос на чайную утварь, причём если в первой половине XVI века тя-но-ю практиковала в основном элита и богатые торговцы, то в 1580-х мода на неё распространилась среди военных, количество желающих приобрести чайные принадлежности возросло многократно, индивидуальные заказы на них отправляли не только по Японии, но и в Корею Китай. Другой источник заказов — столовые принадлежности, которые использовались не только для первой части чайной церемонии — трапезы кайсэки — но и других застолий. При этом выход всех печей, даже знаменитых своими изысканными изделиями, в основном представлял собой утилитарную керамику, а особые заказы составляли лишь небольшую долю.
Около 1600 года из Карацу в Мино-Сето привезли печи «ноборигама», увеличившие производительность гончарных мастерских, однако после 1630-х годов мода на чайную керамику мино-сэто прошла, после чего мастера сконцентрировались на производстве высококачественных, но утилитарных по назначению селадонов и изделий с железными глазурями.
- Глазурованный тяван «Фурисодэ», керамика мино, стиль сино, 1573—1615
- Чайная чаша стиля мино, разновидность «сино»
- Чаша с рисунком глицинии, стиль мино, разновидность «кисэто». Первая половина XVII века

##### Киото
Долгое время Киото, несмотря на столичный статус, оставался незаметен как керамический центр. Первым значительным киотоским стилем стала чайная керамика раку (раку остаётся одним из самых знаменитых японских гончарных стилей), затем производство расширилось под влиянием Сето—Мино, а также после появления технологии надглазурного покрытия, которой прославился мастер Нономура Нинсэй. Самый известный вид его керамики — изделия с тонкой росписью на поверхности глазури, покрытой мелкими трещинами. Мастер Огата Кэндзан стал известен благодаря своим растительным мотивам на ярких и пастельных шликерах.
- Кувшин для воды. Нономура Нинсэй, XVII век
- Тяван[яп.] Хонъами Коэцу, XVII век. Национальное сокровище, стиль раку
- Ваза для чая. Нономура Нинсэй, XVII век

#### Фарфор
В отличие от Китая и Кореи, где производство фарфора шло с I тысячелетия нашей эры, до XVII века в Японии фарфор был исключительно привозным. После обнаружения залежей каолина на Кюсю корейские мастера-керамисты быстро создали фарфоровую промышленность и наладили обильный экспорт в Европу и по всей Юго-Восточной Азии с помощью Ост-Индской компании. Китайское производство керамики во второй половине XVII столетия было сильно ограничено ввиду беспорядков и военных конфликтов, сопровождавших падение династии Мин, и японский фарфор заменял его на протяжении полувека. Первые фарфоровые изделия были похожи на корейский белоснежный фарфор с синей кобальтовой подглазурной росписью «сомэцукэ», затем появилась разноцветная надглазурная роспись «ироэ».
Наиболее популярные разновидности раннего японского фарфора — арита (также именуется «имари» по названию порта, откуда его вывозили на экспорт), какиэмон, набэсима, кутани и кё (киотоский).

## Современная керамика Японии
После начала модернизации в период Мэйдзи в Японию хлынули европейские технологии, в том числе ремесленные. Однако гончарное дело осталось относительно консервативным в технологическом отношении. Отдельно следует отметить керамику Окинавы, развивавшуюся независимо.
В ответ на индустриализацию страны и появления механизированного и массового производства многих товаров (в том числе керамических изделий) возникло движение мингэй, «народное искусство». Его идейный вдохновитель, Мунэёси Янаги, а также два гончара, Сёдзи Хамада и Кандзиро Каваи, основали Общество народных промыслов Японии. В 1924 году Хамада начал возрождение гончарного центра в деревне Масико, переехав туда и начав производство изделий из местной глины на древнейшей известной разновидности ручного гончарного круга. Несмотря на наличие хорошо развитого массового сектора керамической промышленности, в Японии продолжают действовать множество мелких частных печей.
Другая группа мастеров-керамистов занималась возрождением керамики периода Момояма: Тоё Канэсигэ, возродил керамику бидзэн, Тоёдзо Аракава работал со стилями сино, кисэто (яп. 黄瀬戸, «жёлтый сэто») и сэтогуро (яп. 瀬戸黒, «чёрный сэто»). В период Тайсё несколькими керамистами, включая Итаю Хадзана, был возрождён китайский стиль времён династии Сун. Мунэмаро Исигуро занимался воссозданием китайских глазурей тэммоку, Хадзмэ Като — фарфора поздней Мин. Китайская керамика периодов Сун и Мин остаётся популярной среди японских гончаров.
Закон о защите культурных ценностей 1950 года привёл к дальнейшему увеличению популярности традиционной керамики, в особенностей стилей сино, бидзэн, сигараки, сэтогуро, карацу, хаги и орибэ, кутани, какиэмон, набэсима, а также бело-синего фарфора.
Специфика японского рынка вынуждала гончаров-авангардистов выражать свои художественные стремления в утилитарных предметах, которые они не планировали выставлять в музеях. Первая абстрактная керамическая скульптура появилась в Японии после Второй мировой войны, причём во всех таких предметах ясно прослеживается влияние Запада.
- Магазин керамики стиля кёмидзу[яп.]
- Блюдо в стиле мингэй, XVIII—XIX века
- Чайник для саке, Окинава, XIX век